# Dicranomyia paucilobata
Dicranomyia paucilobata är en tvåvingeart som först beskrevs av Alexander 1940. Dicranomyia paucilobata ingår i släktet Dicranomyia och familjen småharkrankar.
Artens utbredningsområde är Panama. Inga underarter finns listade i Catalogue of Life.